# Lorbach
Lorbach ist ein Stadtteil von Büdingen im hessischen Wetteraukreis.

## Geographische Lage
Lorbach liegt zwei Kilometer südwestlich der Kernstadt von Büdingen. Im Südwesten der Gemarkung liegt Herrnhaag, eine im Jahre 1738 durch Nikolaus Ludwig Graf von Zinzendorf gegründete Siedlung der Herrnhuter Brüdergemeine. Auf dem bewaldeten Gipfel des 296 Meter hohen Hardeck im Westen der Gemarkung findet sich die Burgruine Hardeck.

## Geschichte

### Ortsgeschichte
Der Ort Larbach wurde bereits am 5. November 775 im Lorscher Codex genannt. Es ist die Schenkung eines Mannes namens Egilbert, der dem Kloster Lorsch zum Seelenheil der Hiltrud acht Joch Ackerland zum ewigen Besitz übergab.
Der nächste urkundliche Nachweis von Larbach bezieht sich auf das Jahr 1232 im Zusammenhang mit der Benennung eines Pastors der örtlichen Pfarrei. Im Jahr 1787 war Lorbach Teil der Grafschaft Isenburg-Büdingen.
Hessische Gebietsreform (1970–1977)
Im Zuge der Gebietsreform in Hessen  wurde die bis dahin selbständige Gemeinde Lorbach zusammen mit anderen Gemeinden am 31. Dezember 1971 aus freiwilliger Basis in die Stadt Büdingen eingemeindet. Für Lorbach wurde ein Ortsbezirk errichtet.

### Verwaltungsgeschichte im Überblick
Die folgende Liste zeigt die Staaten und Verwaltungseinheiten, denen Lorbach angehört(e):
- vor 1806: Heiliges Römisches Reich, Grafschaft Isenburg-Büdingen, Amt Büdingen
- ab 1806: Fürstentum Isenburg (Rheinbund),[Anm. 2] Amt Büdingen
- ab 1813: Generalgouvernement Frankfurt,[Anm. 3] Amt Büdingen
- ab 1815: Kaisertum Österreich,[Anm. 4] Amt Büdingen
- ab 1816: Großherzogtum Hessen (Souveränitätslande),[Anm. 5] Provinz Oberhessen, Amt Büdingen[10] (zur Standesherrschaft Isenburg gehörig)
- ab 1822: Großherzogtum Hessen, Provinz Oberhessen, Landratsbezirk Büdingen[11][Anm. 6]
- ab 1848: Großherzogtum Hessen, Regierungsbezirk Nidda
- ab 1852: Großherzogtum Hessen, Provinz Oberhessen, Kreis Büdingen
- ab 1867: Norddeutscher Bund, Großherzogtum Hessen, Provinz Oberhessen, Kreis Büdingen
- ab 1871: Deutsches Reich, Großherzogtum Hessen, Provinz Oberhessen, Kreis Büdingen
- ab 1918: Deutsches Reich, Volksstaat Hessen, Provinz Oberhessen, Kreis Büdingen
- ab 1938: Deutsches Reich, Volksstaat Hessen, Landkreis Büdingen[12][Anm. 7]
- ab 1945: Deutsches Reich, Amerikanische Besatzungszone, Groß-Hessen,[Anm. 8] Regierungsbezirk Darmstadt, Landkreis Büdingen
- ab 1946: Deutsches Reich, Amerikanische Besatzungszone, Hessen, Regierungsbezirk Darmstadt, Landkreis Büdingen
- ab 1949: Bundesrepublik Deutschland, Hessen, Regierungsbezirk Darmstadt, Landkreis Büdingen
- ab 1972: Bundesrepublik Deutschland, Hessen, Regierungsbezirk Darmstadt, Wetteraukreis, Stadt Büdingen

## Bevölkerung
Einwohnerstruktur 2011
Nach den Erhebungen des Zensus 2011 lebten am Stichtag dem 9. Mai 2011 in Lorbach 1083 Einwohner. Darunter waren 42 (3,9 %) Ausländer.
Nach dem Lebensalter waren 216 Einwohner unter 18 Jahren, 486 zwischen 18 und 49, 207 zwischen 50 und 64 und 177 Einwohner waren älter.
Die Einwohner lebten in 429 Haushalten. Davon waren 120 Singlehaushalte, 114 Paare ohne Kinder und 153 Paare mit Kindern, sowie 33 Alleinerziehende und 9 Wohngemeinschaften. In 63 Haushalten lebten ausschließlich Senioren und in 306 Haushaltungen lebten keine Senioren.
Einwohnerentwicklung
| Lorbach: Einwohnerzahlen von 1834 bis 2022 | Lorbach: Einwohnerzahlen von 1834 bis 2022 | Lorbach: Einwohnerzahlen von 1834 bis 2022 | Lorbach: Einwohnerzahlen von 1834 bis 2022 | Lorbach: Einwohnerzahlen von 1834 bis 2022 |
| --- | ------------------------------------------ | ------------------------------------------ | ------------------------------------------ | ------------------------------------------ |
| Jahr |                                            |                                            |                                            | Einwohner                                  |
| 1834 | 1834                                       |                                            | 465                                        | 465                                        |
| 1840 | 1840                                       |                                            | 470                                        | 470                                        |
| 1846 | 1846                                       |                                            | 405                                        | 405                                        |
| 1852 | 1852                                       |                                            | 411                                        | 411                                        |
| 1858 | 1858                                       |                                            | 409                                        | 409                                        |
| 1864 | 1864                                       |                                            | 371                                        | 371                                        |
| 1871 | 1871                                       |                                            | 392                                        | 392                                        |
| 1875 | 1875                                       |                                            | 377                                        | 377                                        |
| 1885 | 1885                                       |                                            | 337                                        | 337                                        |
| 1895 | 1895                                       |                                            | 355                                        | 355                                        |
| 1905 | 1905                                       |                                            | 392                                        | 392                                        |
| 1910 | 1910                                       |                                            | 392                                        | 392                                        |
| 1925 | 1925                                       |                                            | 409                                        | 409                                        |
| 1939 | 1939                                       |                                            | 437                                        | 437                                        |
| 1946 | 1946                                       |                                            | 642                                        | 642                                        |
| 1950 | 1950                                       |                                            | 632                                        | 632                                        |
| 1956 | 1956                                       |                                            | 600                                        | 600                                        |
| 1961 | 1961                                       |                                            | 600                                        | 600                                        |
| 1967 | 1967                                       |                                            | 732                                        | 732                                        |
| 1970 | 1970                                       |                                            | 720                                        | 720                                        |
| 1980 | 1980                                       |                                            | ?                                          | ?                                          |
| 1990 | 1990                                       |                                            | 905                                        | 905                                        |
| 2000 | 2000                                       |                                            | 1.178                                      | 1.178                                      |
| 2011 | 2011                                       |                                            | 1.083                                      | 1.083                                      |
| 2014 | 2014                                       |                                            | 1.093                                      | 1.093                                      |
| 2022 | 2022                                       |                                            | 1.105                                      | 1.105                                      |
| Datenquelle: Historisches Gemeindeverzeichnis für Hessen: Die Bevölkerung der Gemeinden 1834 bis 1967. Wiesbaden: Hessisches Statistisches Landesamt, 1968. Weitere Quellen: LAGIS; Stadt Büdingen; Zensus 2011 |                                            |                                            |                                            |                                            |

Historische Religionszugehörigkeit
| • 1961: | 489 evangelische (= 81,50 %), 108 katholische (= 18,00 %) Einwohner |

## Politik

### Ortsbeirat
Für Lorbach besteht ein Ortsbezirk (Gebiete der ehemaligen Gemeinde Lorbach) mit Ortsbeirat und Ortsvorsteher nach der Hessischen Gemeindeordnung.
Der Ortsbeirat besteht aus fünf Mitgliedern. Bei den Kommunalwahlen in Hessen 2021 betrug die Wahlbeteiligung zum Ortsbeirat 55,12 %. Dabei wurden gewählt: vier Mitglieder der „Freien Wähler Lorbach“ (FWL) und ein Mitglied der SPD. Der Ortsbeirat wählte Mathias Wiegand (FWL) zum Ortsvorsteher.

### Wappen
Blasonierung: „Geteilt, oben in Rot ein wachsender, doppelschwänziger, goldener Löwe; unten in Gold ein blauer Wellenbalken, überschnitten von einem schwarzen Mühlrad.“
Das Wappen wurde am 13. Juni 2014 durch die Stadtverordnetenversammlung der Stadt Büdingen nach § 14 Hessische Gemeindeordnung (HGO) als Wappen des Stadtteils Lorbach angenommen.

## Kulturdenkmäler
Siehe: Liste der Kulturdenkmäler in Lorbach

## Regelmäßige Veranstaltungen
- 1. Mai Schulhoffest
- Vatertagsfest auf dem Schulhof
- Bohnenwurfturnier an Fronleichnam
- Brunnenfest im August

Fasching:
- Fest zum Kampagnenstart am 11.11.
- Kinderfremdensitzung „Jugend in der Bütt“
- Fremdensitzung
- Rosenmontagsfasching

## Söhne und Töchter des Ortes
- Jürgen Rollmann (* 1966), Fußball-Bundesliga-Torwart, Diplom-Journalist und Ex-Manager des Fußball-Bundesligisten FC Augsburg.